# Förstmühle
Die Förstmühle oder Förstenmühle (früher Mittelmühle) ist eine ehemalige Getreidemühle in Weismain. Sie befindet sich vor dem Mittleren Tor an der Weismain. Als geschütztes Baudenkmal wird sie vom Bayerischen Landesamt für Denkmalpflege unter der Denkmalnummer D-4-78-176-37 geführt.

## Geschichte
Die Mühle wurde erstmals 1595 erwähnt. Sie verfügte damals über drei Mahlgänge. Im Dreißigjährigen Krieg wurde sie zerstört und anschließend wiederaufgebaut. Das Wohngebäude wurde 1702 hinzugefügt. Im Jahr 1769 hatte sie zwei Mahlgänge und einen Stampfgang. 1810 beantragte der damalige Müller Lorenz Krötsch († 1810) die Genehmigung zum Einbau eines Schneidgangs, da die bis dahin einzige Schneidmühle, die Kastenmühle, nicht in der Lage sei, „alles nöthige Holz zu schneiden, wodurch Handwerker und andere öfters in Verlegenheit gesezt werden.“ [sic!] Dem entgegnete die Kastenmüllerin Barbara Hopfenmüller, dass der Weismainer Forst so heruntergewirtschaftet sei, dass der Schneidgang ihrer Mühle übers Jahr maximal zu drei Vierteln ausgelastet sei und ansonsten mangels Holznachschub stillstehe. Trotz Uneinigkeit der Behörden wurde der Witwe des Lorenz Krötsch 1811 der Einbau des Schneidgangs genehmigt.
Früher besaß die Mühle ein mittelschlächtiges Wasserrad mit einem Durchmesser von vier Metern. 1930 wurde es durch eine Francis-Turbine der Firma Langenstein und Schemann, Ernsthütte Coburg, ersetzt, die noch in Betrieb ist. Bis Ende der 1990er Jahre wurde in der Mühle noch Getreide gemahlen. Seitdem wird die Wasserkraft der Förstmühle zur Stromerzeugung genutzt. 2005 brach ein Brand im historischen Wohnhaus der ehemaligen Mühle aus, die Schäden konnten behoben werden.
Mit dem Verkauf der Mühle im Jahre 2012 endete die Tradition des Müllergeschlechts Först auf der nach ihm benannten Mittelmühle.

## Architektur
Die Förstmühle besteht aus zwei optisch deutlich abgrenzbaren Gebäudeteilen. Der nördliche Teil wurde Mitte des 20. Jahrhunderts errichtet, der südliche ist ein zweigeschossiger Fachwerkbau mit Satteldach aus der ersten Hälfte des 19. Jahrhunderts. Die Fassade ist überputzt. Die Fenster des Obergeschosses sind mit klassizistischem Dekor gerahmt. Die Giebelseite ist im oberen Bereich mit Schiefer verkleidet. Direkt neben der Mühle befindet sich ein Wehr, das das Wasser anstaut und in den nur wenige Meter langen Mühlkanal leitet.